# Viktor Merejko
Viktor Ivanovitch Merejko (en russe : Ви́ктор Ива́нович Мере́жко), né le 28 juillet 1937 à Olgenfeld (actuellement Ioujny) dans l'oblast de Rostov et mort le 30 janvier 2022 à Moscou, est un scénariste, acteur et réalisateur soviétique, puis russe. Lauréat du prix d'État d'URSS (1987), artiste du peuple de la fédération de Russie (2014).

## Biographie
Viktor Merejko nait en 1937 à Olgenfeld, hameau du raïon Aleksandrovski de l'oblast de Rostov. Sorti de l'Académie ukrainienne de presse Ivan Fiodorov en 1961, il travaille pour le journal Molot (ru) à Rostov-sur-le-Don. En 1964-1968, il fait ses études à l'Institut national de la cinématographie où ses professeurs sont Alekseï Spechnikov, Ilia Weisfeld. Un court-métrage d'après son scénario, Les Fiancés de Zaretchensk, est réalisé alors qu'il est encore étudiant, en 1967, par Leonid Millionchtchikov.
En 1989-1995, Viktor Merejko présente l'émission Kinopanorama consacrée au cinéma.
Il est l'un des fondateurs du festival cinématographique russe Kinochok (ru) (Киношок) qui se déroule depuis 1992 à Anapa dans le kraï de Krasnodar.
Viktor Merejko est le premier président de l'Académie russe des Sciences et des Arts cinématographiques qui décernent le prix Nika.

## Filmographie partielle

### Scénariste
- 1972 : Bonjour et adieu (Здравствуй и прощай) de Vitali Melnikov
- 1981 : La Parentèle (Родня) de Nikita Mikhalkov
- 1982 : Vols entre rêve et réalité (Полёты во сне и наяву) de Roman Balaïan
- 1994 : Riaba ma poule (Курочка Ряба) de Andreï Kontchalovski
- 1994 : Ligne de vie de Pavel Lounguine